# 17. juli
17. juli er dag 198 i året i den gregorianske kalender (dag 199 i skudår). Der er 167 dage tilbage af året.
Dagen er en af de uheldige i Tycho Brahes kalender.

### Begivenheder
Født - Dødsfald
- 1453 - Hundredårskrigen mellem England og Frankrig afsluttes efter englændernes nederlag i slaget ved Castillon.
- 1610 - Zar Vasilij 4. af Rusland styrtes af adelen, bojarerne, og forvises til et kloster.
- 1762 - Efter mordet på Peter 3. af Rusland bliver Katharina 2. ny zar.
- 1821 - Spanien afgiver Florida til USA.
- 1897 - Klondike-guldeventyret begynder, da nyheder om guldfund når Seattle.
- 1910 - Den danske flypioner Robert Svendsen krydser som den første Øresund med et aeroplan på 31 minutter.
- 1918 - Zar Nikolaj 2. og hans familie henrettes af tjekaen efter ordre fra bolsjevikkerne.
- 1936 - Den Spanske Borgerkrig begynder efter et oprør blandt de spanske tropper i Spansk Marokko og på De Canariske Øer, der breder sig til selve Spanien.
- 1945 - Potsdam-konferencen indledes med deltagelse af Harry S. Truman, Josef Stalin og Winston Churchill som afslutning på anden verdenskrig i Europa.
- 1955 - Disneyland i Anaheim ved Los Angeles åbner.
- 1975 - Et amerikansk Apollo-rumskib og det sovjetiske rumskib Sojuz 19 gennemfører en vellykket sammenkobling, mens de er i kredsløb om Jorden.

### Født
- 1858 - Kristine Marie Jensen, dansk kogebogsforfatter (død 1923).
- 1868 - Henri Nathansen, dansk forfatter (død 1944).
- 1892 - Einar Dessau, dansk direktør og radioamatør (død 1988).
- 1912 - Art Linkletter, amerikansk skuespiller og komiker (død 2010).
- 1913 - Roger Garaudy, fransk forfatter (død 2012).
- 1917 - Phyllis Diller, amerikansk skuespillerinde (død 2012).
- 1917 - Kenan Evren, tyrkisk præsident (død 2015).
- 1920 - Juan Antonio Samaranch, spansk formand for den internationale olympiske komité (død 2010).
- 1935 - Donald Sutherland, canadisk skuespiller (død 2024).
- 1941 - Svend Bergstein, dansk militærmand og politiker (død 2014).
- 1947 - Camilla, dronning af Storbritannien.
- 1947 - Dorthe Kollo, dansk sangerinde.
- 1952 - David Hasselhoff, amerikansk skuespiller.
- 1952 - Nicolette Larson, Amerikansk sangerinde (død 1997).
- 1954 - Angela Merkel, Tysklands forbundskansler.
- 1958 - Anne Dorte Michelsen, dansk sangerinde.
- 1972 - Jaap Stam, hollansk fodboldspiller.
- 1973 - Ole Peter "O.P." Riis, jazzmusiker.
- 1977 - Paul Heckingbottom, engelsk fodboldspiller.
- 1978 - Line Daugaard, dansk håndboldspiller.
- 1982 - Michael Michaelsen, Dansk Polymer udviklingsingeniør M.Sc.(Chem.Eng).
- 1985 - Tom Fletcher, engelsk musiker i bandet McFly.

### Dødsfald
- 1782 - Peter Cramer, dansk maler (født 1726).
- 1790 - Adam Smith, britisk/skotsk økonom (født 1723).
- 1937 - Gabriel Pierné, fransk komponist og organist (født 1863).
- 1965 - Marlon Brando, Sr., amerikansk filmproducent (født 1895).
- 1967 - John Coltrane, amerikansk jazzmusiker (A Love Supreme) (født 1926).
- 1986 - Kurt Børge Nikolaj Nielsen, dansk fodboldsspiller og træner (født 1924).
- 1995 - Juan Manuel Fangio, argentinsk racerkører (født 1911).
- 1997 - Birgitte Price, dansk skuespiller og teaterinstruktør (født 1934).
- 2003 - Rosalyn Tureck, amerikansk pianist. Specialist i Johann Sebastian Bach (født 1914).
- 2003   - Cosper, dansk tegner (født 1911).
- 2009 - Walter Cronkite, amerikansk tv-journalist (født 1916).
- 2015 - Jules Bianchi, fransk racerfører. (født 1989).

|  | Denne datoartikel kan blive bedre, hvis der indsættes et (bedre) billede Du kan hjælpe ved at afsøge Wikimedia Commons for et passende billede eller uploade et godt billede til Wikimedia Commons iht. de tilladte licenser og indsætte det i artiklen. |